# 鈴木勝 (歯学者)
鈴木 勝（すずき まさる、1903年〈明治36年〉 - 1987年〈昭和62年〉）は、日本の歯学者（医学博士）。第六代日本大学総長、第四代、第五代日本歯科医学会会長。

## 概要
会津路の峰、博士山の登山口である福島県河沼郡柳津町大成沢に生まれる。
1921年（大正11年）に旧制福島県立会津中学校（現・福島県立会津高等学校）を卒業し、日本大学専門部歯科へ進む。在学中に馬術部の創設に関わり、選手として京都若草大会（学生の部）で3位となる。卒業後、専門部歯科助教授となり、放射線学教室を担当。教授に1943年（昭和18年）4月就任したが、より高度の知識と医学学位の取得を求め、1948年（昭和23年）には東京医学歯学専門学校（現・東京医科歯科大学）医学科を卒業した
その後、日大に戻り、歯学部教授兼学監、歯学部長、理事、総長を歴任。
1960年代、日大紛争時には理事として学生側との交渉を重ね、紛争が収束しつつあった1969年（昭和44年）には総長に選任された。
1984年（昭和59年）までの総長在任中に理事長を兼任し(1974年 - 1981年)、日大の制度・機構などの改革を推進する一方、学生数の適正化・教員の充実に努めた。総長就任は、5期15年の長期に亘った。1984年（昭和59年）日本大学名誉総長。
1971年（昭和46年）には日本大学松戸歯科大学（現・日本大学松戸歯学部）、同付属病院を開学、開院した。
松戸歯学部には鈴木の寄付金を基に鈴木奨学金が設けられ、資料室には鈴木が収集した歯学関係の資料も収められている。鈴木が理念とした「医学的歯学」は松戸歯学部の教育研究理念として受け継がれている。

## 日大以外の役職
- 日本歯科医学会 会長：任期 1966年（昭和41年）4月1日 -1970年(昭和45年)3月31日（二期）
- 国際歯科学士会日本部会 会長：任期1963年 - 1964年[9]
- 大学設置・学校法人審議会 会長及び審議委員
- 歯科医師国家試験 委員
- 医道審議会 委員
- 日本学術会議 会員
- 横綱審議委員会 委員 1976年1月 - 1987年8月
- 私学研修福祉会 理事長
- 日本学術会議 会員

など
なお鈴木は会津会会長として会津地方出身者の中心的存在でもあった。後継会長は川島廣守である。

## 栄典
- 勲一等瑞宝章[2]
- 日本大学名誉総長
- 福島県県外在住功労者知事表彰[11]
- 柳津町名誉町民[2]

## 関連書籍
- 河邉清治『河邊清治対談集 私の歯学概論』 医歯薬出版
- 鈴木勝監修『歯学史資料図鑑 目で見る歯学史』 医歯薬出版